# 義倉 (慈善団体)
一般財団法人義倉（いっぱんざいだんほうじんぎそう）は、広島県福山市にある民間慈善事業団体。分類は一般財団法人。江戸時代以来の義倉（一般名詞）の流れを汲んで今日に至るまで事業を継続している例は少なく、福山市の義倉以外では秋田県の感恩講のみとされる。

## 歴史
備後国深津郡深津村の庄屋である石井武右衛門盈比が死去した際、金銀六十貫目が千田村の庄屋である河相周兵衛に託された。河相は戸手村の庄屋である信岡平六、福山村の豪商である神野利右衛門、府中村の義人である大戸久三郎などと組み、福山藩が石見銀山から借りていた借財を肩代わりし、福山藩から支払われる利息で困窮する農村を救済しようと目論んだ。このようにして1804年（文化元年）に設立されたのが義倉社である。
江戸時代後期には全国各地に「義倉」や「社倉」が設置されていたが、多くは明治維新後に解散・廃止となっていた。一方で福山の義倉社は学校設立資金の提供や農業技術の発展などの支援を行い、1899年（明治32年）に財団法人制度が確立するとこの地域の第1号財団法人として財団法人義倉となった。1921年（大正10年）には庶民に金融の便を図るために公益質店を開設した。
1910年（明治43年）には東町に義倉図書館を設立し、地方の図書館としては蔵書数や設備の面で秀でていたとされる。義倉図書館は太平洋戦争末期の1945年（昭和20年）8月8日の福山大空襲で焼失した。1947年（昭和22年）の農地改革では、中心的財産だった百数十歩の農地すべてを失った。
1952年（昭和27年）には優れた婦女子の育成を目的として義倉女学園（後の義倉女子専門学校）を設立。約5000人の婦女子を世に送り出した義倉女子専門学校は1991年（平成3年）にその役目を終えた。1948年（昭和23年）には公立の福山市民図書館が設置されたが、1976年（昭和51年）から義倉社は福山市民図書館に対して寄付を行っている。
1991年（平成3年）からは寄付・助成活動に専念しており、図書館や学校への寄付、民間団体への助成などを行っている。2003年（平成15年）1月11日には創立200年記念式典を挙行した。三好章福山市長などが列席し、青野春水広島大学名誉教授が「義倉二百年に寄せて」の講演を行った。創立200年記念式典時点で、27年間の福山市図書館への寄付によって購入された図書は2000冊を超える。21世紀初頭には公益法人制度改革が行われ、2012年（平成24年）には一般財団法人義倉となった。今日でも福山市の福祉・教育・殖産の三分野で活動を続けている。